# Wanfried
Wanfried település Németországban, Hessen tartományban. Lakosainak száma 4212 fő (2023. december 31.). Wanfried Eschwege, Treffurt, Südeichsfeld, Geismar és Meinhard községekkel határos.

## Népesség
A település népességének változása:
| Lakosok száma | 4204 | 4214 | 4151 | 4175 | 4179 | 4161 | 4227 | 4212 |
|               | 2010 | 2013 | 2016 | 2017 | 2019 | 2021 | 2022 | 2023 |